# Deutschland beim Eurovision Young Musicians
Übertragende Rundfunkanstalt
 (1982 bis 2004)
 (seit 2008)
(Mitglied der )
Erste Teilnahme
1982
Anzahl der Teilnahmen
20
Höchste Platzierung
1 (1982, 1996)
Dieser Artikel befasst sich mit der Geschichte Deutschlands als Teilnehmer am Wettbewerb Eurovision Young Musicians.

## Regelmäßigkeit der Teilnahme und Erfolge im Wettbewerb
Deutschland nimmt seit der ersten Ausgabe des Wettbewerbs Eurovision Young Musicians regelmäßig teil. 1982 noch als Bundesrepublik Deutschland angetreten, war das Debüt direkt erfolgreich. Der Pianist Markus Pawlik konnte den Wettbewerb gewinnen. 1984 gelang es allerdings nicht diesen Erfolg zu wiederholen, denn die Bundesrepublik Deutschland verpasste eine Platzierung unter den besten Drei. 1986 hingegen scheiterte das Land an der Halbfinalqualifikation und nahm erstmals nicht am Finale teil. 1988 erreichte der Cellist Nikolai Schneider zwar das Finale, erlange aber keine Platzierung unter den besten Drei. 1990 erreichte die Bundesrepublik Deutschland dann ebenfalls das Finale und erreichte Platz 2 im Finale. 1992 und 1994 schied Deutschland dann jeweils im Halbfinale aus. 1996 erreichte das Land erstmals seit sechs Jahren wieder das Finale. Die Geigerin Julia Fischer holte dort dann Deutschlands zweiten Sieg im Wettbewerb. 1998 ist das einzige Jahr aus dem weder der Interpret noch das Musikstück überliefert sind. Einzige Information ist das man nicht das Finale erreichte. Dies war auch im Jahr 2000 der Fall, der Pianist Martin Helmchen schied im Halbfinale bereits aus. 2002 hingegen konnte die Geigerin Alina Pogostkina zwar das Finale erreichen, platzierte sich aber nicht unter den besten drei. Auch 2004 konnte das Finale erreicht werden. Dort konnte der Saxophonist Koryun Asatryan dann Platz zwei holen. Nach diesem Erfolg zog sich Deutschland 2006 wieder vom Wettbewerb zurück.
2008 kehrte Deutschland dann wieder zurück, nun unter Verantwortlichkeit des Westdeutschen Rundfunks und nimmt seither jedes Jahr teil. Bei der Rückkehr 2008 wiederholte sich dann die Situation von 2000, als Deutschland zurückkehrte, aber schon im Halbfinale ausschied. 2010 und 2012 erreichte das Land stets das Finale, konnte aber keine Platzierung unter den besten drei holen. 2014 und 2016 fanden keine Halbfinale statt, so dass Deutschland nur am Finale teilnahm. Allerdings erreichte Deutschland jeweils keine Platzierung unter den besten Drei. 2018 fanden dann erstmals seit sechs Jahren wieder zwei Halbfinals statt. Deutschland erreichte erneut das Finale, holte dort aber keine Platzierung unter den besten drei.
Insgesamt schied Deutschland also nur fünfmal im Halbfinale aus. Darüber hinaus holte Deutschland zwei Mal Platz 2 und konnte zweimal den Sieg erringen. Mit insgesamt 17 Teilnahmen gehört Deutschland zu den durchschnittlich erfolgreichen Teilnehmern beim Wettbewerb.

## Liste der Beiträge
Farblegende:
– 1. Platz. 
– 2. Platz. 
– 3. Platz. 
– ausgeschieden im Halbfinale/in der Qualifikation.
– keine Teilnahme/nicht qualifiziert.
| Jahr | Interpret                                        | Instrument                                       | Stücke | Platz Finale                                     | Platz Halbfinale                                 | Nationale Vorentscheidung                        |
| ---- | ------------------------------------------------ | ------------------------------------------------ | --- | ------------------------------------------------ | ------------------------------------------------ | ------------------------------------------------ |
| 1982 | Markus Pawlik                                    | Klavier                                          | Piano Concerto No.1 von Felix Mendelssohn | 1 / 6                                            | Direkt für das Finale qualifiziert               | interne Auswahl                                  |
| 1984 | Andreas Bach                                     | Klavier                                          | Concerto for piano and orchestra no.1 in E-flat major von Franz Liszt | k. A. / 7                                        | Direkt für das Finale qualifiziert               | interne Auswahl                                  |
| 1986 | Martin Menking                                   | Cello                                            | Cello Concerto in e-Moll, Op. 85 von Edward Elgar | Ausgeschieden                                    | k. A. / 15                                       | interne Auswahl                                  |
| 1988 | Nikolai Schneider                                | Cello                                            | Concerto for cello and orchestra no.1 in a, op.33 von Camille Saint-Saëns | k. A. / 6                                        | k. A. / 16                                       | interne Auswahl                                  |
| 1990 | Koh Gabriel Kameda                               | Violine                                          | Concert for Violin and Orchestra, D-Major, op. 77, 1 mov. von Johannes Brahms | 2 / 5                                            | k. A. / 18                                       | interne Auswahl                                  |
| 1992 | Florence Sitruk                                  | Harfe                                            | unbekannt | Ausgeschieden                                    | k. A. / 13                                       | interne Auswahl                                  |
| 1994 | Luise Wiedemann                                  | Fagott                                           | Sonate in F-major op.168, 2nd part von Camille Saint-Saëns | Ausgeschieden                                    | k. A. / 24                                       | interne Auswahl                                  |
| 1996 | Julia Fischer                                    | Geige                                            | Havanaise in E major, op. 83 von Camille Saint-Saëns | 1 / 8                                            | k. A. / 17                                       | interne Auswahl                                  |
| 1998 | unbekannt                                        | unbekannt                                        | unbekannt | Ausgeschieden                                    | k. A. / 18                                       | interne Auswahl                                  |
| 2000 | Martin Helmchen                                  | Klavier                                          | unbekannt | Ausgeschieden                                    | k. A. / 18                                       | interne Auswahl                                  |
| 2002 | Alina Pogostkina                                 | Geige                                            | Rondo Capriccioso von Camille Saint-Saëns | k. A. / 7                                        | k. A. / 20                                       | interne Auswahl                                  |
| 2004 | Koryun Asatryan                                  | Saxophon                                         | Pequeña Czarda von Pedro Iturralde | 2 / 7                                            | k. A. / 16                                       | interne Auswahl                                  |
| 2006 | Auf Teilnahme verzichtet                         | Auf Teilnahme verzichtet                         | Auf Teilnahme verzichtet | Auf Teilnahme verzichtet                         | Auf Teilnahme verzichtet                         | Auf Teilnahme verzichtet                         |
| 2008 | Kathy Kang                                       | Violine                                          | Sonate für Violine und Piano, 2. Satz – Allegro von César Franck Paganiniana von Nathan Milstein | Ausgeschieden                                    | k. A. / 16                                       | interne Auswahl                                  |
| 2010 | Hayrapet Arakelyan                               | Saxophon                                         | Fantaisie brillante pour flûte et piano nach Motiven aus Carmen von François Borne | k. A. / 7                                        | k. A. / 15                                       | interne Auswahl                                  |
| 2012 | Dominic Chamot                                   | Klavier                                          | Jazz Etude No. 1 von Nikolai Kapustin Widmung (Liebeslied) von Robert Schumann und Franz Liszt Ungarische Rhapsodie No. 6 von Franz Liszt | k. A. / 7                                        | k. A. / 14                                       | interne Auswahl                                  |
| 2014 | Judith Stapf                                     | Violine                                          | Grand Caprice per violine solo op. 26 Der Erlkönig (nach der Ballade von Franz Schubert) von Heinrich Wilhelm Ernst/Franz Schubert Estrellita von Manuel María Ponce/arr. Jascha Heifetz Violin Sonate in d, Op. 108, 4. Presto agitato von Johannes Brahms | k. A. / 14                                       | Direkt für das Finale qualifiziert               | interne Auswahl                                  |
| 2016 | Raul Maria Dignola                               | Horn                                             | Horn Concerto no. 2, Allegro Maestoso von Wolfgang Amadeus Mozart | k. A. / 11                                       | Direkt für das Finale qualifiziert               | interne Auswahl                                  |
| 2018 | Mira Foron                                       | Violine                                          | Tzigan von Maurice Ravel Cadenza von Krzystztof Penderecki 3rd mvt from Violin Concerto von Jean Sibelius | k. A. / 6                                        | k. A. / 18                                       | interne Auswahl                                  |
| 2020 | Absage wegen der COVID-19-Pandemie durch die EBU | Absage wegen der COVID-19-Pandemie durch die EBU | Absage wegen der COVID-19-Pandemie durch die EBU | Absage wegen der COVID-19-Pandemie durch die EBU | Absage wegen der COVID-19-Pandemie durch die EBU | Absage wegen der COVID-19-Pandemie durch die EBU |
| 2022 | Philipp Schupelius                               | Cello                                            | Pezzo capriccioso von Pjotr Tschaikowski | 2 / 9                                            | Direkt für das Finale qualifiziert               | interne Auswahl                                  |
| 2024 | Fabian Johannes Egger                            | Querflöte                                        | Tango Fantasia für Querflöte und Orchester von Jakob Gade & Toke Lund Christiansen | 3 / 11                                           | Direkt für das Finale qualifiziert               | interne Auswahl                                  |

## Nationale Vorentscheidungen
Bisher wählte Deutschland alle seine Beiträge intern aus.

## Zuständige Rundfunkanstalt
Von 1982 bis 2004 war das ZDF zuständig für die Teilnahme, seit 2008 wird sie vom WDR organisiert.

## Ausgerichtete Wettbewerbe
| Jahr | Stadt  | Austragungsort                   | Moderation                   |
| ---- | ------ | -------------------------------- | ---------------------------- |
| 2002 | Berlin | Schauspielhaus Berlin            | Julia Fischer                |
| 2014 | Köln   | Funkhaus Wallrafplatz (Vorrunde) | Sabine Heinrich              |
| 2014 | Köln   | Domplatz (Finale)                | Sabine Heinrich              |
| 2016 | Köln   | Domplatz                         | Tamina Kallert & Daniel Hope |

## Impressionen

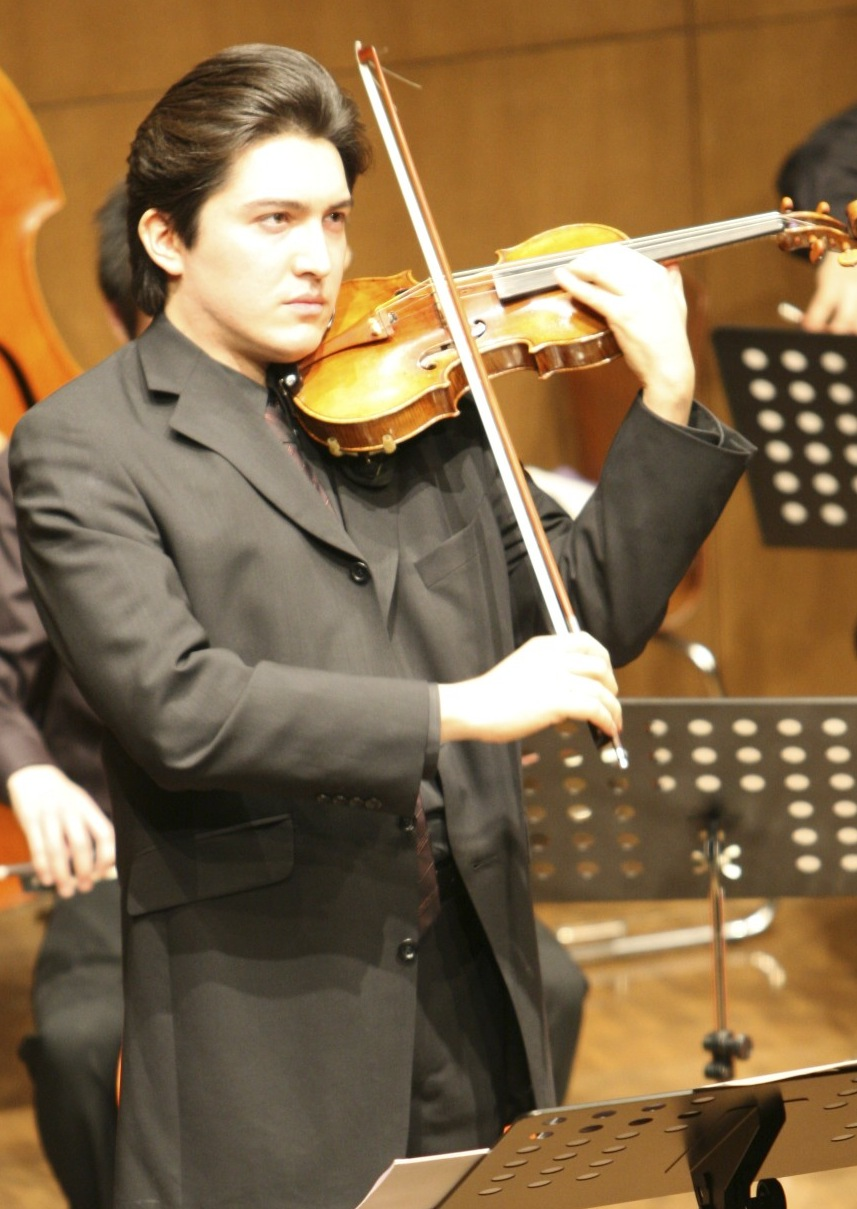
Koh Gabriel Kameda (Zweiter 1990)
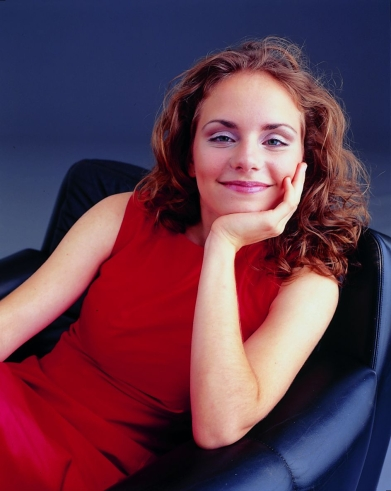
Julia Fischer (Teilnehmerin 1996)
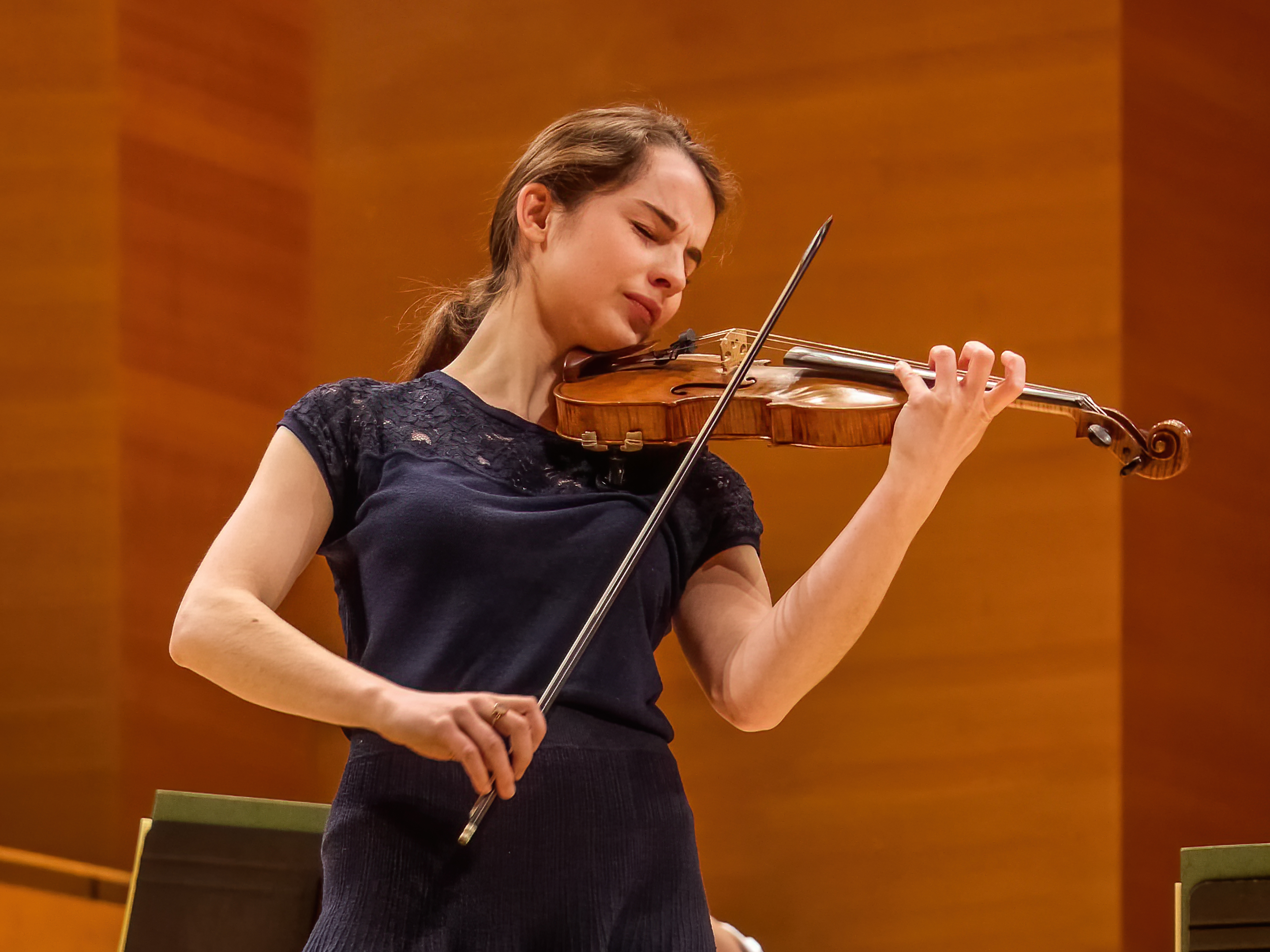
Alina Pogostkina (Teilnehmerin 2002)
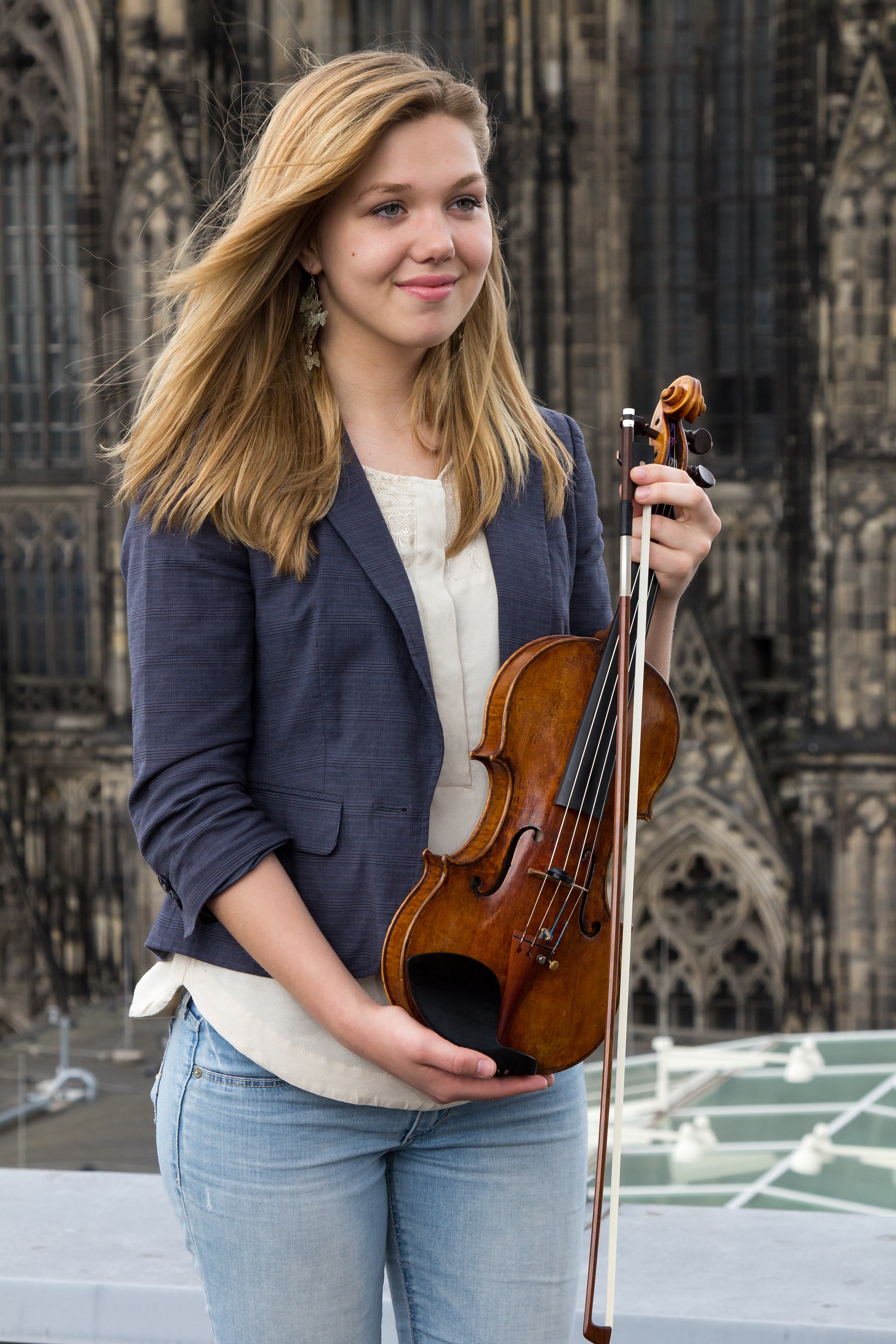
Judith Stapf 2014
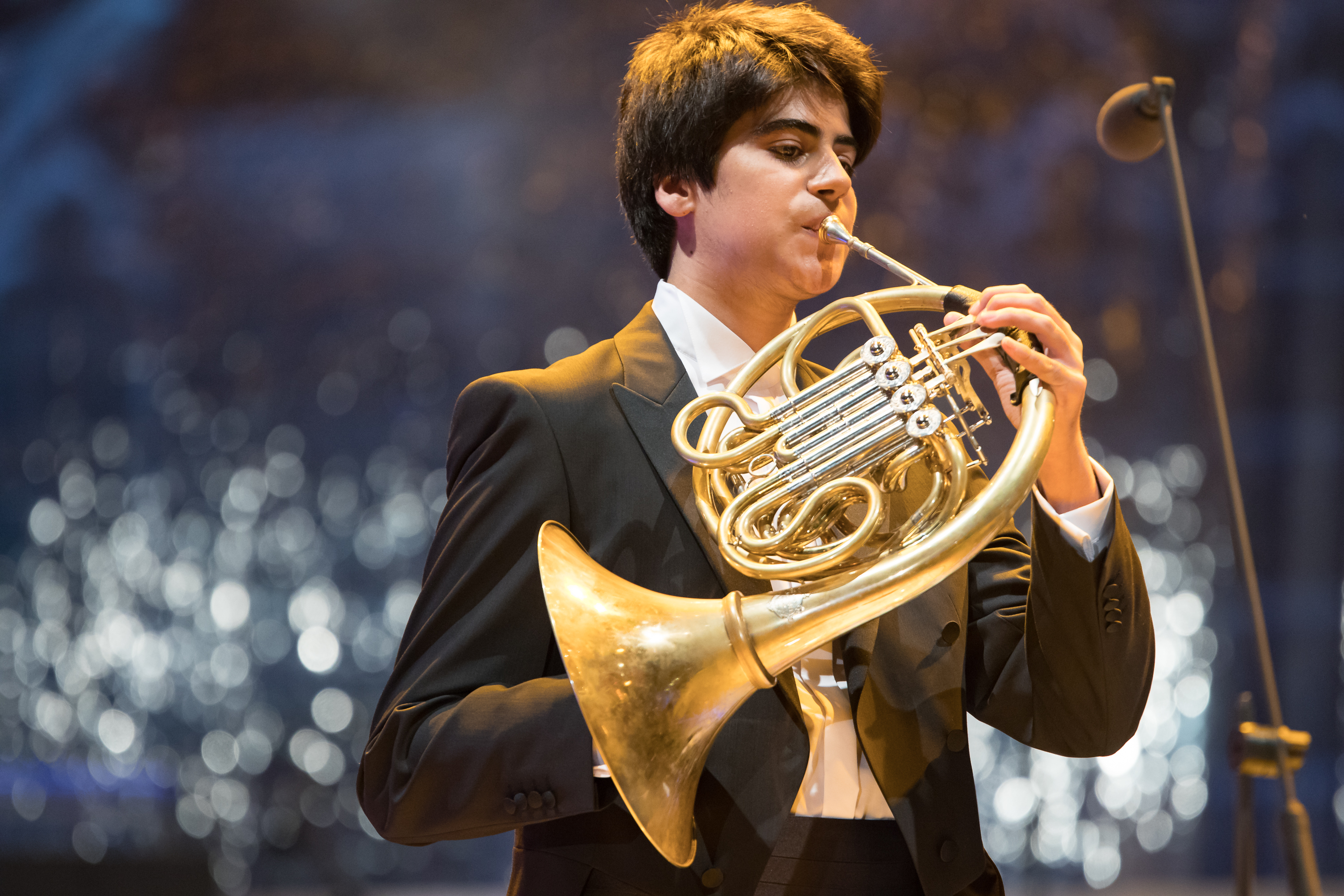
Raul Maria Dignola 2016